# Abbas Nalbandian
Pour les articles homonymes, voir Nalbandian.
Abbas Nalbandian ou Abbas Na'lbandiyan (persan : عباس نعلبندیان) est un dramaturge iranien, né le 12 mai 1949 à Téhéran, mort le 22 mai 1989 dans la même ville. Après des pièces relevant du théâtre de l'absurde, des critiques sur son marxisme mou pendant l'ère shah d'Iran et de la prison après la révolution islamique, il enregistra sa voix lors de son suicide,.

## Biographie
Ancien vendeur de journaux découvert par Arby Ovanessian, il devint le dramaturge par excellence du nouveau théâtre iranienet dirigea ensuite le Kargah namayeh (Atelier de théâtre) qui « se trouvait au centre de Téhéran, dans un petit immeuble résidentiel d'une rue modeste. Deux étages, à peine 200 mètres de surface, deux ou trois chambres transformées en salles de spectacle et une minuscule cage d'escalier où se bousculaient acteurs, metteurs en scène, écrivains - parmi lesquels ma mère - peintres, musiciens et l'inoubliable directeur des lieux, Abbas Nalbandian, silhouette filiforme, longs cheveux, moustache épaisse et vastes lunettes »
Abbas Nalbandian aimait les longs titres et sa pièce, Une profonde, vaste et nouvelle explorations des fossilles de la vingt-cinquième ère géologique, remporta un prix au Festival des arts de Chiraz-Persépolis en 1968

## Filmographie
- 1972 : Che harasi darad zolmat-e rooh de Nasib Nasibi (dialogues)
- 1973 : Moghola de Parviz Kimiavi (dialogues)
- 2019 : Trees between us de Mehrtash Mohit, adaptation de Histoires des pluies de l'amour et de la mort

## Théâtre
- 2023 : Quelques histoires des pluies d’amour et de mort – trad. Fahimeh Najmi (en collaboration avec François Rémond), Préface de Joseph Danan, L'Espace d'un instant.
- 2019 : Suddenly, This God Lover Died in the Love of God, This God Slain Died by the Sword of God, Arash and Aryo Khakpour, Vancouver